# 716 Berkeley
716 Berkeley је астероид главног астероидног појаса. Приближан пречник астероида је 21,28 ,
а средња удаљеност астероида од Сунца износи 2,811 астрономских јединица (АЈ).
Инклинација (нагиб) орбите у односу на раван еклиптике је 8,497 степени, а орбитални период износи 1722,338 дана (4,715 године). Ексцентрицитет орбите астероида износи 0,085.
Апсолутна магнитуда астероида износи 10,84 а геометријски албедо 0,180.
Астероид је откривен 30. јула 1911. године.